# پونری
پونری (به انگلیسی: Ponneri) یک منطقهٔ مسکونی در هند است که در بخش تروولووار واقع شده‌است. پونری ۲۴٬۲۰۵ نفر جمعیت دارد و ۱۰ متر بالاتر از سطح دریا واقع شده‌است.